# Bernard Ardura
Bernard Ardura, O. Praem. (n. Burdeos, Francia, 1 de septiembre de 1948) es un sacerdote católico, profesor, filósofo, teólogo y autor francés. Es miembro de la Orden de Canónigos Premonstratenses. Fue ordenado en el año 1972.
Entre el periodo de 1991 y 2009, ha sido Subsecretario y Secretario del Pontificio Consejo de la Cultura.
Desde el día 3 de diciembre de 2009 hasta el 14 de septiembre de 2023, fue Presidente del Pontificio Comité de Ciencias Históricas.
Es autor de numerosas obras relacionadas con el mundo del catolicismo.

## Biografía
Nacido en la ciudad francesa de Burdeos, el día 1 de septiembre de 1948.
Cuando era joven descubrió su vocación religiosa y decidió entrar en el Seminario de la Orden de Canónigos Premonstratenses (O. Praem.), en el cual realizó su formación eclesiástica e hizo cursos de Filosofía y Teología.
Finalmente el día 16 de diciembre de 1972 fue ordenado sacerdote para la Arquidiócesis de Burdeos, por el Arzobispo Metropolitano Mons. Marius Maziers.
Tras su ordenación se trasladó a Italia para completar sus estudios en la Pontificia Universidad Gregoriana y luego regresó a su país para estudiar en la Universidad Católica de Lyon, donde al terminar su formación superior, pasó a trabajar como profesor de Teología dogmática y Teología espiritual de esta última institución.
En 1987 fue llamado a Roma para ser archivista y bibliotecario de la Curia General de su orden.
Al año siguiente entró en la Santa Sede como consultor de la Congregación para las Causas de los Santos y del Pontificio Consejo para el Diálogo Interreligioso.
Seguidamente en 1991, el papa Juan Pablo II lo designó como Subsecretario del Pontificio Consejo de la Cultura y el 22 de abril de 1997 como Secretario.
El 3 de diciembre de 2009 fue nombrado Presidente del Pontificio Comité de Ciencias Históricas por el papa Benedicto XVI.
El 3 de diciembre de 2019 fue confirmado Presidente del Pontificio Comité de Ciencias Históricas por el papa Francisco, hasta que cumpla los 75 años de edad. El 14 de septiembre de 2023 el papa Francisco aceptó su renuncia, presentada por motivos de edad; sucediéndole Marek Andrzej Inglot, SJ.

## Obras
- La spiritualité eucharistique, CLD 1982, ISBN 978-2854430202
- Nicolas Psaume, 1518 - 1575 évêque et Comte de Verdun, Cerf 1990
- Saint Bernard de Clairvaux, Association sacerdotale Lumen gentium 1991
- Prémontrés en Bohème, Moravie et Slovaquie, Univerzita Karlova v Praze 1993, ISBN 978-8070667682, junto con Karel Dolista
- Prémontrés histoire et spiritualité, Université de Saint-Etienne 1995, ISBN  978-2862720739
- The order of Prémontré: history and spirituality, Paisa Pub. Co. 1995
- Premostratensi: nove secoli di storia e spiritualità di un grande ordine religioso, Edizioni Studio Domenicano 1997, ISBN 978-8870942668
- La réforme catholique: renouveau pastoral et spirituel, Messène 1998, ISBN 978-2911043604
- Culture, incroyance et foi: nouveau dialogue, Ed. Studium 2004, ISBN 978-8838239618, junto con Paul Poupard (hrsg.), Jean-Dominique Durand